# Dobos Áron
Dobos Áron (Dunaújváros, 2000. június 8. –) magyar utánpótlás válogatott labdarúgó, a Szeged-Csanád Grosics Akadémia támadó középpályása.

## Pályafutása

### Klubcsapatokban
Utánpótlás játékosként több csapatnál is megfordult, de a felnőttek között már a Dunaújváros PASE csapatában mutatkozott be 2016-ban. Két szezont töltött az akkor a magyar harmadosztályban szereplő csapatban, 48 bajnoki mérkőzésen 25 gólt szerzett. 2017-ben keresztszalag-szakadást szenvedett, így hosszabb időre kiesett a játékból, ennek ellenére több magyar és külföldi csapat érdeklődését is felkeltette. 2018 júliusában a holland élvonalba akkor feljutó Fortuna Sittard szerződtette. Dobos négyéves szerződést írt alá.
A holland élvonalban 2019. január 20-án mutatkozott be, a De Graafschap elleni bajnokin a szünetben állt be csereként. 2020 februárjában az idény hátralevő részére a ETO FC Győr csapatához került kölcsönbe. 2020 nyarán a szintén másodosztályú Szeged-Csanád Grosics Akadémia játékosa lett.

## Családja
Édesapja Dobos Barna labdarúgóedző.

## További információ
- Dobos Áron a HLSZ.hu oldalán
- Dobos Áron az MLSZ adatbázisában